# Ante Ćorić
Ante Ćorić (Zagreb, 14 april 1997) is een Kroatisch voetballer die doorgaans als aanvallende middenvelder speelt. Hij verruilde Dinamo Zagreb in juli 2018 voor AS Roma. Ćorić debuteerde in 2016 in het Kroatisch voetbalelftal.

## Clubcarrière
Ćorić speelde in de jeugd bij Hrvatski Dragovoljac Zagreb, NK Zagreb, Red Bull Salzburg en Dinamo Zagreb. Op 7 april 2014 debuteerde hij voor Dinamo Zagreb, tegen RNK Split, als invaller voor Ivo Pinto. In zijn eerste seizoen speelde hij zes competitieduels voor Dinamo Zagreb, waarin hij een keer scoorde. In de eerste wedstrijd van het hoofdtoernooi in de UEFA Europa League op 18 september 2014 tegen Astra Giurgiu wonnen de Kroaten met 5-1. De laatste goal voor Dinamo Zagreb maakte de destijds 17 jaar en 157 dagen oude Ćorić, die hiermee de jongste doelpuntenmaker in de geschiedenis van de UEFA Europa League werd. In 2017 werd Ćorić door La Gazzetta dello Sport opgenomen in een lijst met de 30 grootste voetbaltalenten in heel Europa. De talentvolle Kroaat maakte in mei 2018 voor een transfersom van zes miljoen euro de overstap naar AS Roma. Op 20 oktober 2018 maakte hij daar zijn competitiedebuut in de Serie A, tijdens een thuiswedstrijd tegen SPAL (0-2). Ook kwam Ćorić in actie in het hoofdtoernooi van de UEFA Champions League, tijdens een thuiswedstrijd op 27 november 2018 tegen Real Madrid (0-2) als invaller voor Steven Nzonzi in de 64e minuut. In het seizoen 2019/20 kwam hij op huurbasis uit voor UD Almería, waar hij 16 competitiewedstrijden speelde in de Segunda División A. Op 2 oktober 2020 maakte VVV-Venlo bekend dat Ćorić voor één seizoen werd gehuurd van de Romeinse club, met een optie tot koop. Zijn optredens bij de Venlose eredivisionist bleven beperkt tot slechts één competitiewedstrijd (een uitwedstrijd bij AZ, als invaller voor Zinédine Machach) en twee bekerwedstrijden. In februari 2021 vertrok de Kroatische huurling naar het Sloveense Olimpija Ljubljana. In augustus 2021 werd Ćorić opnieuw verhuurd, ditmaal aan FC Zürich. Na ontbinding van zijn contract bij AS Roma was de middenvelder enige tijd clubloos. In januari 2024 keerde Ćorić terug naar zijn geboorteland, waar hij een contract tekende bij NK Rudeš.

## Clubstatistieken
| 2013/14                             | Dinamo Zagreb      | Nogometna Liga     | 6   | 1  | 0  | 0 | 0  | 0 | 6   | 1  |
| 2014/15                             | Dinamo Zagreb      | Nogometna Liga     | 24  | 3  | 5  | 1 | 4  | 1 | 33  | 5  |
| 2015/16                             | Dinamo Zagreb      | Nogometna Liga     | 28  | 4  | 6  | 1 | 7  | 0 | 41  | 5  |
| 2016/17                             | Dinamo Zagreb      | Nogometna Liga     | 23  | 4  | 4  | 3 | 9  | 1 | 36  | 8  |
| 2017/18                             | Dinamo Zagreb      | Nogometna Liga     | 21  | 3  | 3  | 1 | 3  | 0 | 27  | 4  |
| Club totaal                         | Club totaal        | Club totaal        | 102 | 15 | 18 | 6 | 23 | 2 | 143 | 23 |
| 2018/19                             | AS Roma            | Serie A            | 2   | 0  | 0  | 0 | 1  | 0 | 3   | 0  |
| 2019/20                             | UD Almería         | Segunda División A | 16  | 0  | 1  | 0 | —  | — | 17  | 0  |
| 2020/21                             | VVV-Venlo          | Eredivisie         | 1   | 0  | 2  | 0 | —  | — | 3   | 0  |
| 2020/21                             | Olimpija Ljubljana | 1.SNL              | 6   | 0  | 0  | 0 | —  | — | 6   | 0  |
| 2021/22                             | FC Zürich          | Super League       | 21  | 1  | 2  | 0 | —  | — | 23  | 1  |
| 2022/23                             | AS Roma            | Serie A            | 0   | 0  | 0  | 0 | 0  | 0 | 0   | 0  |
| 2023/24                             | NK Rudeš           | Nogometna Liga     | 13  | 1  | 1  | 0 | —  | — | 14  | 1  |
| 2024/25                             | NK Varaždin        | Nogometna Liga     | 2   | 0  | 1  | 0 | —  | — | 3   | 0  |
| Carrière totaal                     | Carrière totaal    | Carrière totaal    | 163 | 17 | 25 | 6 | 24 | 2 | 212 | 25 |
| Bijgewerkt tot en met 15 maart 2025 |                    |                    |     |    |    |   |    |   |     |    |

1Continentale wedstrijden, te weten de UEFA Champions League en UEFA Europa League.

## Interlandcarrière
Op 29 september 2014 werd Ćorić opgeroepen door trainer Nenad Gračan voor Jong Kroatië voor de play-offs tegen Jong Engeland. In de eerste play-off wedstrijd waren de Engelsen te sterk met 2-1. In augustus 2015 werd de Kroaat opgeroepen door trainer Gračan voor Jong Kroatië voor de eerste kwalificatiewedstrijden tegen Jong Georgië en Jong Estland in september 2015.
Ćorić maakte zijn debuut voor Kroatië op 27 mei 2016, in een oefeninterland tegen Moldavië. Hij maakte ook deel uit van de definitieve selectie van Kroatië voor het Europees kampioenschap in Frankrijk. Kroatië werd op 26 juni in de achtste finale tegen Portugal uitgeschakeld na een doelpunt van Ricardo Quaresma in de verlenging.
| Interlands van Ante Ćorić voor Kroatië | Interlands van Ante Ćorić voor Kroatië | Interlands van Ante Ćorić voor Kroatië | Interlands van Ante Ćorić voor Kroatië | Interlands van Ante Ćorić voor Kroatië | Interlands van Ante Ćorić voor Kroatië |
| №                                      | Datum                                  | Wedstrijd                              | Uitslag                                | Competitie                             | Goals                                  |
| Als speler van Dinamo Zagreb           | Als speler van Dinamo Zagreb           | Als speler van Dinamo Zagreb           | Als speler van Dinamo Zagreb           | Als speler van Dinamo Zagreb           | Als speler van Dinamo Zagreb           |
| -------------------------------------- | -------------------------------------- | -------------------------------------- | -------------------------------------- | -------------------------------------- | -------------------------------------- |
| 1                                      | 27 mei 2016                            | Kroatië – Moldavië                     | 1 – 0                                  | Vriendschappelijk                      | 0                                      |
| 2                                      | 4 juni 2016                            | Kroatië – San Marino                   | 10 – 0                                 | Vriendschappelijk                      | 0                                      |
| 3                                      | 15 november 2016                       | Noord-Ierland – Kroatië                | 0 – 3                                  | Vriendschappelijk                      | 0                                      |
| 4                                      | 28 maart 2017                          | Estland – Kroatië                      | 3 – 0                                  | Vriendschappelijk                      | 0                                      |

## Erelijst
Dinamo Zagreb
- Landskampioen Kroatië

2013/14, 2014/15, 2015/16, 2017/18
- Beker van Kroatië

2015/16, 2016/17
- Beker van Slovenië

Sloveense voetbalbeker 2020/21